# Маргілан
Маргилан (узб. Margʻilon, Марғилон) — місто в Ферганській області Узбекистану.
Населення — 200 тис. мешканців.
Маргілан розташований на південному сході Ферганської долини, у передгір'ях Алайського хребта, в 9 км на північний захід від міста Фергана — обласного центру.
Залізнична станція на лінії Андижан — Коканд.

## Історія

### В давнину
Маргилан є одним із стародавніх міст Ферганської долини. У 1994-2004 роках у місті працювали співробітники інституту археології Узбекистану, котрі виявили існування зрошуваного землеробства в Маргіланській оазі з часу не пізніше IV-III століть до н. е..
Місто виникло в II-I ст. до н. е.., коли одна з доріг Великого шовкового шляху пролягла через Фергани.
У джерелах місто відоме з VIII століття.
З 1710 по 1876 Маргилан входив до складу Кокандського ханства, був центром бекства.

### У складі Російської імперії та СРСР
У 1875 році, після завоювання Кокандського ханства, місто увійшло до складу Російської імперії (див. Середньоазійські володіння Російської імперії). Повітове місто. Адміністративний центр маргеланская повіту Ферганській області. У часи Російської імперії офіційна назва міста Маргелан, або Старий Маргелан для відмінності від Нового Маргелан.
У роки радянської влади в місті побудований шовковий комбінат, художньо-швейна фабрика, ремонтно-механічний, трактороремонтний, деревообробний, чавуноливарний, молочний заводи.

### У складі незалежного Узбекистану
У 2007 році було урочисто відзначено 2000-річний ювілей міста.

## Уродженці
- Кабулова Саодат Кабуловна (1925—2007) — узбецька радянська оперна співачка та акторка.
- Сінклер Володимир Олександрович — генерал-поручник, начальник штабу Армії УНР